# 王慎中
王慎中（1509年—1559年），字道思，初號遵岩居士，改號南江。因排行第二，又称王仲子。福建泉州府晉江縣泉安（又稱安平，今安海镇）人，歷官山東學政、河南參政等。慎中為唐宋派宗師，崇尚內容豐富、文字樸實的唐、宋古文，反對前、後七子復古文風。

## 生平
正德四年（1509年），王慎中出生于晉江泉安（今安海镇）。四歲能誦詩，嘉靖四年（1525年）乙酉科福建鄉試舉人，五年（1526年）联捷丙戌科傳臚進士，請假回家，迎娶澹斋陳尚謙女。赴部謁選，授户部主事，監兑通州。改禮部祠祭司，监督圜丘工程。閒暇与李遂、華察、唐顺之、屠應埈、陳束、陸銓、江以達、李開先、曾忭等人成为好友。十年五月与曾忭主考廣東鄉試，学生中有后来壬辰科狀元林大欽。同年轉主客司員外郎，改任吏部考功司員外郎，進驗封司郎中。嘉靖十三年（1534年）三月因右副都御史張衍慶父子誥封一事謫常州府通判，時年二十七。在郡仅数月，升南京戶部主事，不久改南禮部員外郎，歷署郎中，十五年四月升山東按察司僉事、提調學校，十七年二月升江西布政司左參議，遷河南參政。侍郎王杲愛其才，欲議進用，唯慎中昔曾忤大學士夏言，嘉靖二十年（1541年）正月考察為夏所黜落，時年三十三。
歸鄉後不久父親去世，慎中侍養母親十六年，因憂慮東南倭寇之乱，移居建州（建寧府），之后游武夷，筑室九曲深处，又去南岳衡山，欲去访问唐顺之、羅洪先諸人，但因母亲去世而返。除服不久病逝，年五十一。

## 成就
王慎中文學成就很高，為嘉靖八才子之首，另外與歸有光、唐順之兩人合稱「嘉靖三大家」。王慎中也是明朝研究古文的重要學者。他少年有文名，與唐順之原本學習前七子的文風，後來歷察諸家，卻決意師法唐宋古文之文體，尤其苦練曾子固之文。並說服好友唐順之，兩人遂為唐宋健筆，對抗前、後七子之鋒銳。時稱曰「王唐」，又以兩人籍貫，合稱曰「晉江、毘陵」。

## 著作
雕刻出版有《玩芳堂摘稿》、《家居集》、《遵岩集》二十四卷。

## 家族
高祖义斋公永坚，曾祖瑟斋公瑞昌，祖确轩公寰，父方渠公纪，以子贵初封礼部祠祭司主事，再封吏部考功司员外郎。母李氏，尚宝少卿竹坡李源之女，累封太宜人。兄王恒中。弟王惟中、王性中、王愷中。子王同康。女婿莊國禎。

## 延伸阅读
[在维基数据编辑]
 在维基文库阅读此作者作品
 《國朝獻徵錄·卷之九十二》，出自焦竑《國朝獻徵錄》
 《明史卷二百八十七》，出自《明史》